# Cossato
Cossato es un municipio italiano situado en la provincia de Biella, en Piamonte. Tiene una población estimada, a fines de agosto de 2023, de 13 877 habitantes.

## Evolución demográfica
| Gráfica de evolución demográfica de Cossato entre 1861 y 2023 |
|                                                               |
| Fuente: ISTAT - Elaboración gráfica de Wikipedia              |